# الأوسط في السنن والإجماع والاختلاف
 الأوسط في السنن والإجماع والاختلاف هو كتاب فقهي، ألفه الإمام ابن المنذر النيسابوري (241 هـ - 318 هـ). يعد الكتاب مختصرا لكتاب آخر للمؤلف وهو السنن المبسوط، قسم المؤلف الكتاب إلى كتب فقهية، على عادة من يؤلف في علم الفقه، ولكنه لم يبوب للمسائل داخل الكتاب الواحد، بل كان يذكر عناوين ويسوق تحتها المسائل التي يريد الحديث عنها، وكان يبدأ بذكر المسألة الفقهية، ثم يذكر بعدها الدليل من كتاب الله، ثم يثني بإيراد الأحاديث، يعد الكتاب مرجعا هاما لمن يريد الوقوف على مذاهب أهل العلم في مسائل الفقه، وقد بلغ عدد النصوص الواردة بالكتاب 3345 نص، تتنوع بين أحاديث مرفوعة وآثار موقوفة على الصحابة والتابعين.